# Meneixau
Meneixau (en rus: Менешау) és un poble (un possiólok) de l'óblast d'Astracan, a Rússia, segons el cens del 2010 tenia 116 habitants.